# Rhyacophila nigrorosea
Rhyacophila nigrorosea är en nattsländeart som beskrevs av Schmid 1959. Rhyacophila nigrorosea ingår i släktet Rhyacophila och familjen rovnattsländor. Inga underarter finns listade i Catalogue of Life.